# Mizotjs getto
Mizotjs getto var beläget i Mizotj i Reichskommissariat Ukraine, det av Tyskland ockuperade Ukraina.
I oktober 1942 arkebuserades gettots invånare i en ravin i närheten av Zdolbuniv. Människorna beordrades att lägga sig ned på marken och dödades därpå med nackskott. Massakern dokumenterades fotografiskt.